# Вахенхајм (Пфрим)
Вахенхајм (њем. Wachenheim) општина је у њемачкој савезној држави Рајна-Палатинат. Једно је од 69 општинских средишта округа Алцеј-Вормс. Према процјени из 2010. у општини је живјело 652 становника. Посједује регионалну шифру (AGS) 7331066.

## Географски и демографски подаци
Вахенхајм се налази у савезној држави Рајна-Палатинат у округу Алцеј-Вормс. Општина се налази на надморској висини од 168 метара. Површина општине износи 3,6 km². У самом мјесту је, према процјени из 2010. године, живјело 652 становника. Просјечна густина становништва износи 184 становника/km².